# 高本紫溟
高本 紫溟（たかもと しめい、元文3年（1738年） - 文化10年12月26日（1814年2月15日））は、江戸時代の儒学者、国学者、漢詩人である。肥後国学の祖と言われる。

## 来歴
1738年（元文3年）、肥後国に藩医原田宗毘の6男に生まれた。朝鮮の王族李宗閑の子孫である高本家は、代々医業を家業としていたが子がなかったので、紫溟は13歳の頃、高本家の養子となった。紫溟は号で、名は順（したごう）、字は子友。慶蔵、敬蔵、李順、李紫溟とも称した。幼い頃より優秀で詩才にあふれ、漢学者秋山玉山は「肥後にまた一詩家生まる」と称賛している。
1762年（宝暦12年）、紫溟は25歳の時より、阿蘇の宮地に移り住み、数年間にわって阿蘇家に伝わる古書旧記などを借りて研究し、学問を深めた。1771年（明和8年）、藩校時習館訓導にむかえられ、1788年（天明8年）には、時習館第3代教授（学長）となった。藩に、時習館に国学の講座を加えるよう訴えたがはじめは許可されなかったので、放課後の学舎や自宅で、長瀬真幸ら希望者にのみ国学を教えた。
寛政の三奇人の一人高山彦九郎が熊本を訪れた時、高本紫溟と意気投合し、互いに和歌を吟じあっている。1797年（寛政9年）には、高弟の一人である長瀬真幸と共に伊勢に行き、本居宣長と交流している。賀茂真淵門下の双璧である村田春海、加藤千蔭らとも親交があった。
1916年（大正5年）、正五位を追贈された。

## 万松盧跡

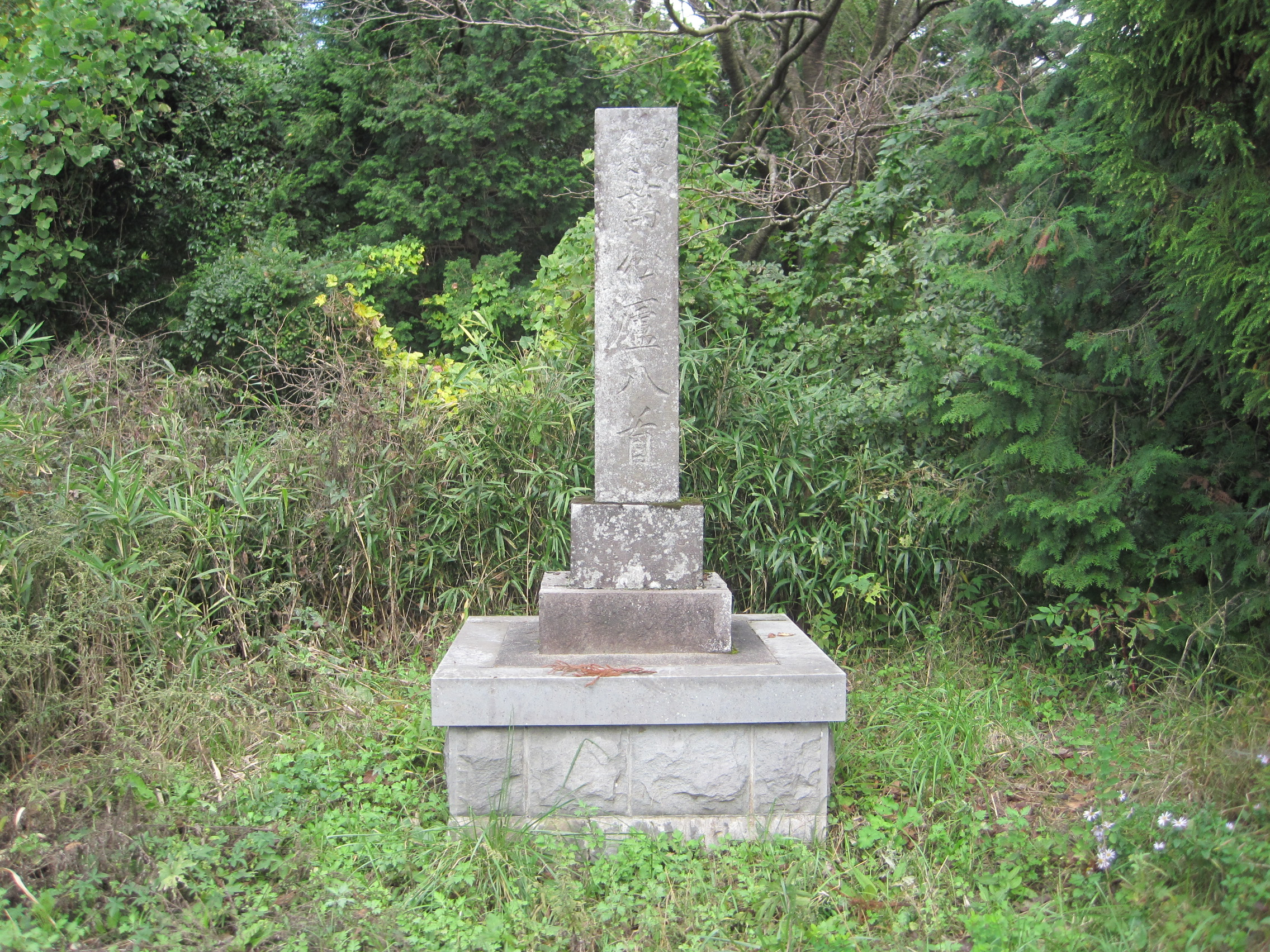
万松盧跡

高本紫溟は、若い頃数年間にわたって、阿蘇（現熊本県阿蘇市一の宮町宮地）に移り住み万松盧（ばんしょうろ）という名の庵を結び、阿蘇家に伝わる古書旧記を借り受けて読み、国学や和歌を研究した。現在、その旧居の跡地に紫溟が詠んだ和歌を刻んだ記念碑が建てられている。

### 和歌
人の世は変り行けども山里の　我がまつ風はいまも吹くらし

## 主な著書
- 銀台遺事
- 紫溟先生詩集
- 紫溟先生遺稿